# Église Sainte-Thècle de Welden

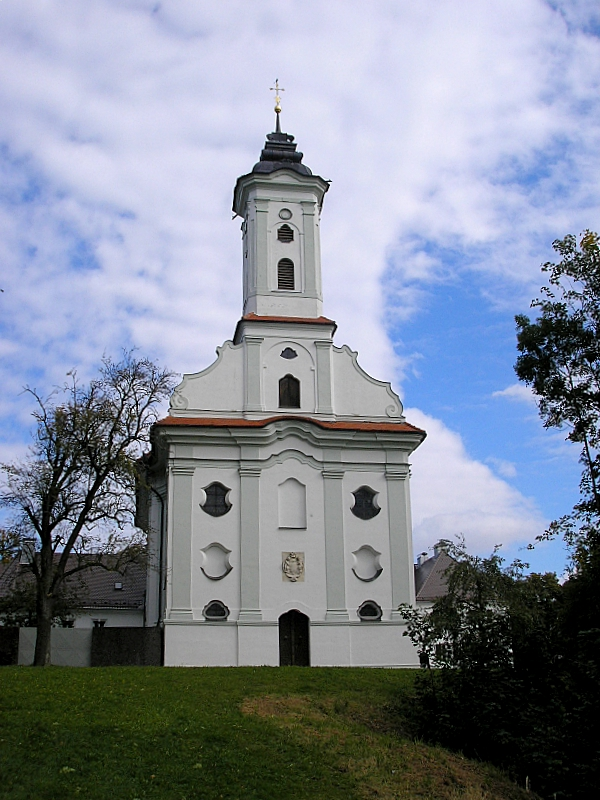
La façade ouest de l'église

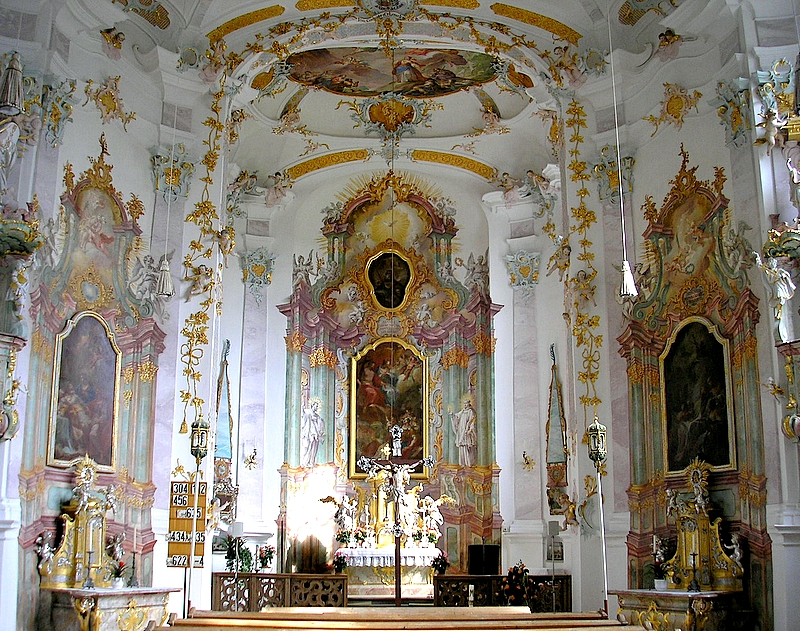
Vue du maître-autel

Pour les articles homonymes, voir Thècle et Welden.
L'église Sainte-Thècle (Votivkirche St. Thekla) est une église catholique votive de style rococo, située à Welden dans l'arrondissement d'Augsbourg (district de Souabe), en Bavière.

## Histoire
L'église a été construite par Hans Adam Dossenberger et financée par le comte Joseph Maria Fugger von Wellenburg en 1756. Celui-ci avait été guéri d'une hémoptysie survenue à la chasse. Elle est vouée à sainte Thècle
(...)
Le comte Carl Fugger von Babenhausen fait don de l'église à la commune de Welden en 1894 lorsque la branche Wellenburg s'éteint, mais la commune ne peut l'entretenir. On construit un couvent de carmélites en 1929 qui utilise donc jusqu'à ce jour l'église comme église conventuelle.

## Galerie

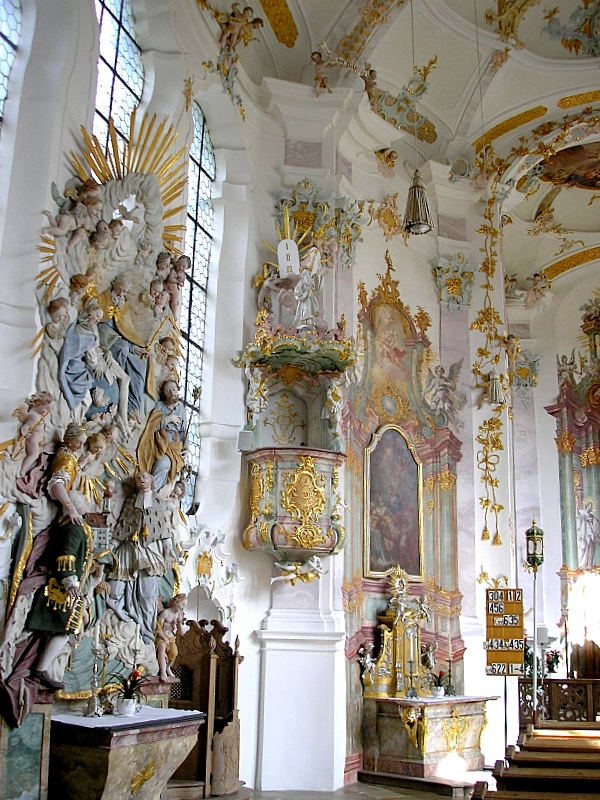
Vue de la chaire et du côté sud
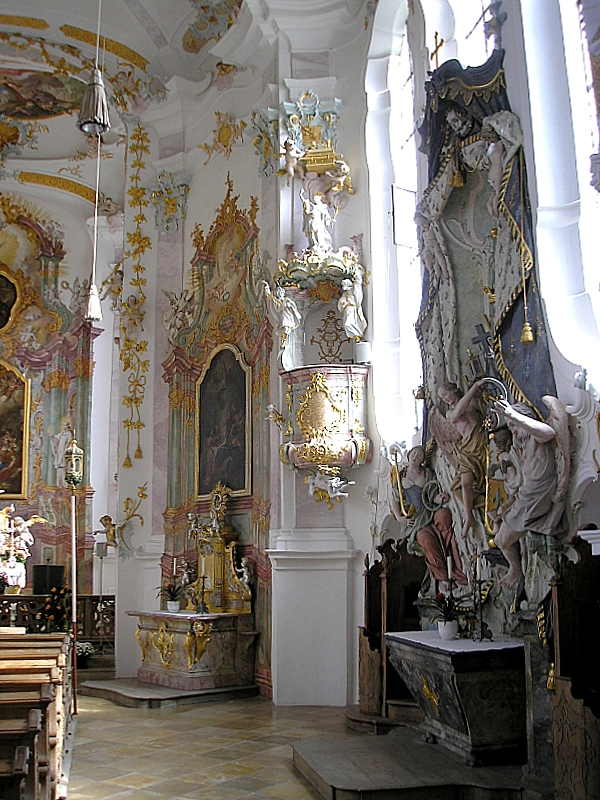
Vue du côté nord et de la seconde chaire
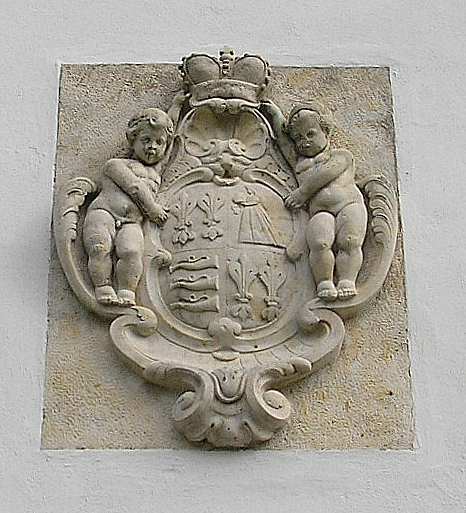
Blason du comte Fugger von Wellenburg au-dessus de l'entrée
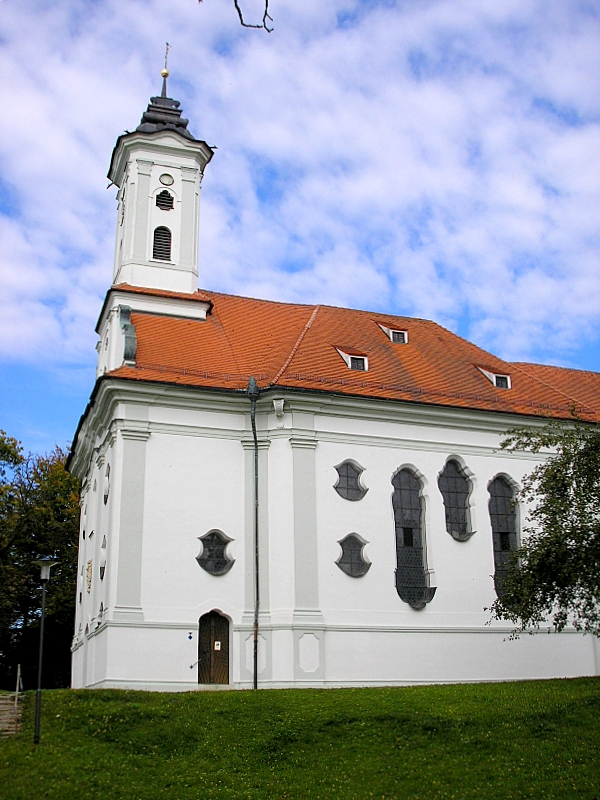
Vue du côté sud de l'église